# Universiteit van Barcelona
De Universiteit van Barcelona (Catalaans: Universitat de Barcelona, UB; Spaans: Universidad de Barcelona) is een openbare universiteit in Barcelona, Catalonië, Spanje. Samen met de Universiteit Pompeu Fabra wordt ze doorgaans gezien als de beste universiteit van Spanje. Ze is opgericht in 1450 en daarmee een van de oudste universiteiten in Spanje. 
De universiteit is onder andere lid van de Coimbragroep, de LERU en de EUA. De officiële taal van de universiteit is het Catalaans.

## Geschiedenis
De universiteit is opgericht door Alfons V van Aragón in 1450. 49 jaar voor de oprichting kende de stad al wel een medische school, opgericht door Martinus I van Aragón, maar die school had geen officiële erkenning.
De universiteit werd gesloten door de Bourbon-dynastie na de Spaanse Successieoorlog tussen 1714 en 1837. Tijdens het bewind van Isabella II werd de universiteit heropend. In 1932 werd er de allereerste leerstoel Catalaanse Filologie opgericht met als eerste titularis Pompeu Fabra i Poch, naar wie in 1991 een nieuwe universiteit in Barcelona genoemd werd.
De Universiteit van Barcelona was de enige universiteit in Catalonië en de Balearen tot 1971, toen de Universitat Politècnica de Catalunya, die ingenieursstudies aanbiedt, onafhankelijk werd. In 1968 werd de Universitat Autònoma de Barcelona de eerste in de rij van een aantal nieuwe universiteiten in Catalonië. De universiteit is een van de stichtende leden van de Catàleg d'autoritats de noms i títols de Catalunya (Cantic), in samenwerking met Virtual International Authority FileV (VIAF).

## Faculteiten
De universiteit heeft een honderdtal afdelingen, verdeeld over achttien faculteiten:
- Faculteit der Biologie
- Faculteit der Scheikunde
- Faculteit der Tandheelkunde
- Faculteit der Economische Wetenschappen en Bedrijfskunde
- Faculteit der Onderwijskunde
- Faculteit der Schone kunsten
- Faculteit der Geografie en Geschiedenis
- Faculteit der Geologie
- Faculteit der Rechtsgeleerdheid
- Faculteit der Wiskunde
- Faculteit der Medicijnen
- Faculteit der Documentatie
- Faculteit der Farmacie
- Faculteit der Filologie
- Faculteit der Filosofie
- Faculteit der Natuurkunde
- Faculteit der Psychologie
- Faculteit der Lerarenopleidingen

## Galerij

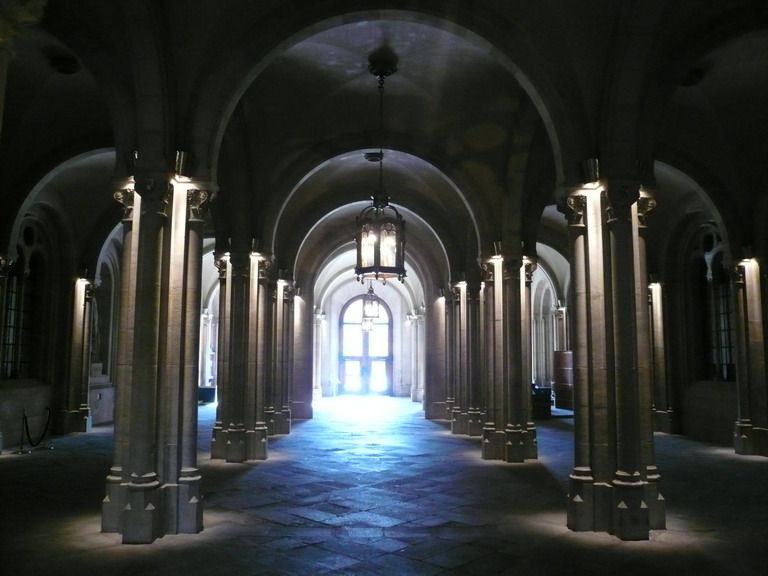
Ingang van het historische hoofdgebouw
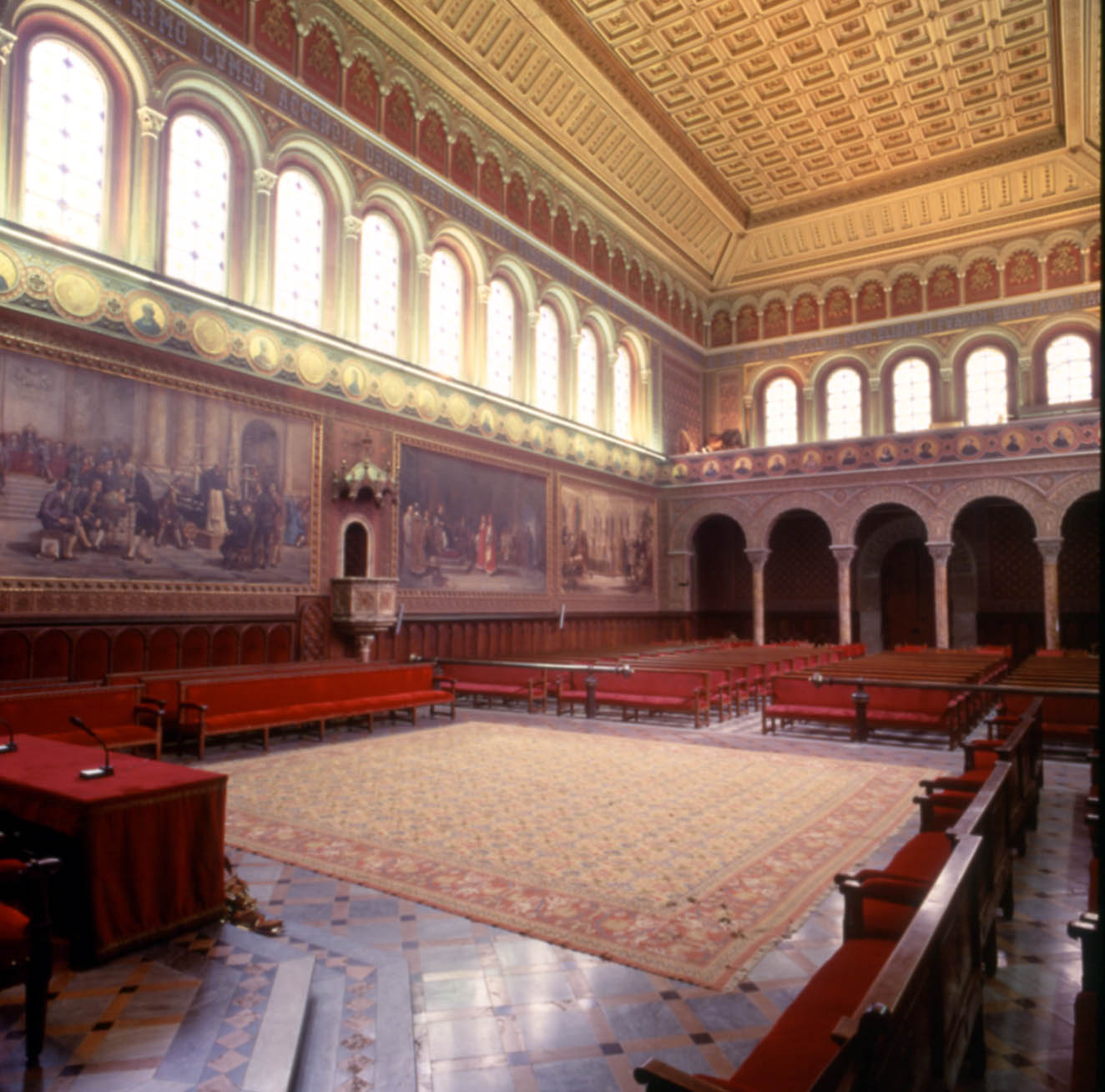
Hal in het historische hoofdgebouw
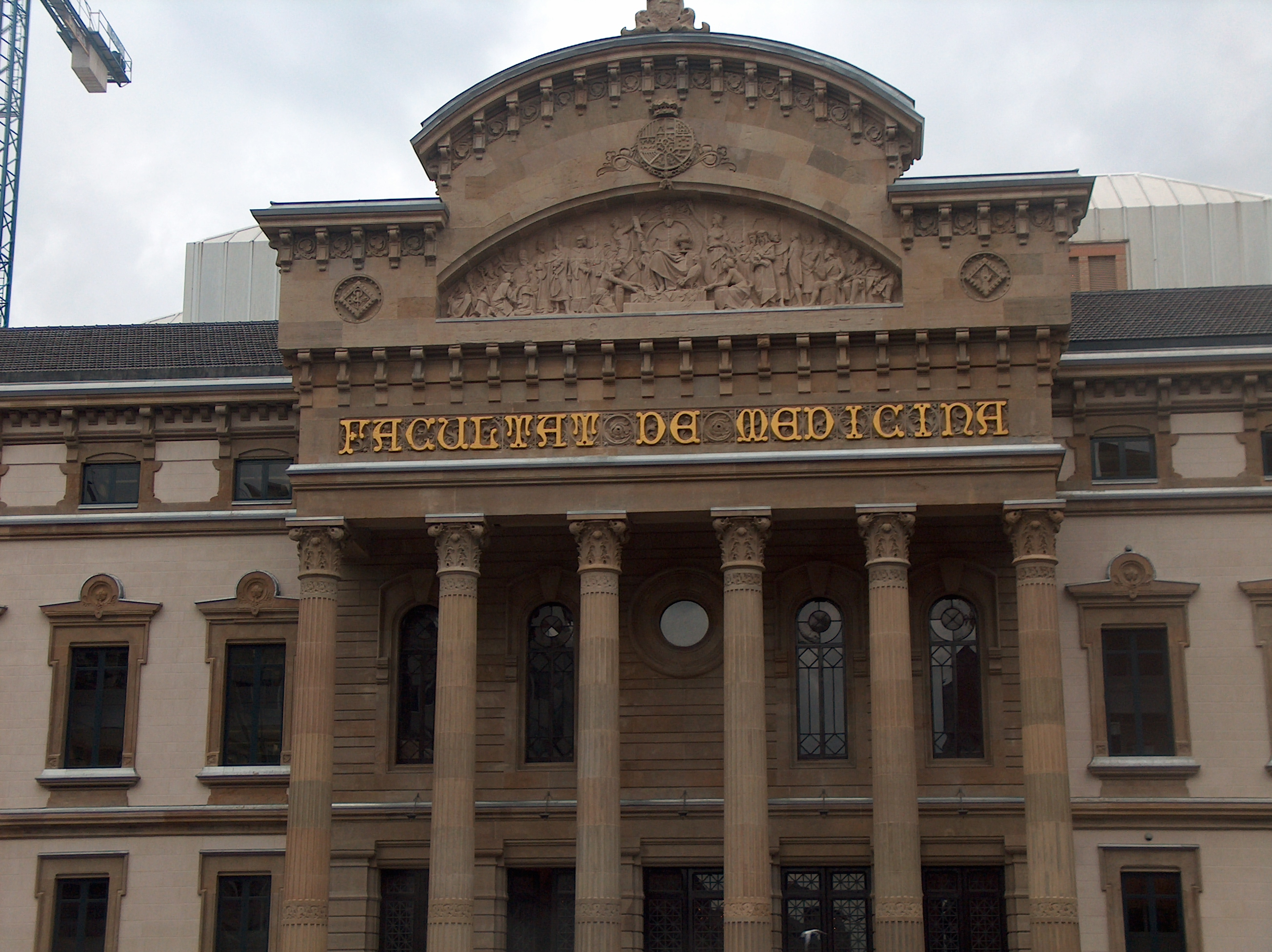
Faculteit der Medicijnen